# 北关老女
北关老女（1583年—1616年），叶赫那拉氏，本名不详，海西女真叶赫部西城贝勒布寨女，末代贝勒布扬古妹。努尔哈赤福晋孟古哲哲的堂侄女，年龄只比她小八岁。
兄长布扬古曾将她许嫁努尔哈赤，但因叶赫部与努尔哈赤冲突不断，未能成婚。其后，多次议嫁，皆未能成婚。年过三十，方才出嫁蒙古喀尔喀部。因此，明朝方面文献中称她为老女。那拉氏嫁予蒙古之事，被努尔哈赤引以为恨，列入七大恨，起兵反明。各类作品对其生平多有演绛，将她誉为“女真第一美人”，更视为“红颜祸水”的典型，有“一女亡四国”之说。而研究者则抱以同情，认为她虽出身女真贵族，仍是政治联姻的牺牲品。

## 名字
当代中文资料中，有称她为东哥（东歌）、东哥格格。东哥一名来源不详，满文原文不详。格格是女真人对女性的尊称。有现代研究者指她的名字没有被记载下来，并转述当代史学家孟森之言：“盖在清实录，但言太祖所聘叶赫之女，未有老女之称。明纪述中则皆称老女。”而明廷将叶赫部所在之地称为北关，故明廷称她为北关老女。
当代文学作品，以及媒体报道中有称她为叶赫那拉·布喜娅玛拉，来源不详，满文原文更无从考证。

## 生平
万历十九年（1591年），孟格布禄与叶赫部假以联姻诱骗其侄哈达国主岱善去叶赫迎娶布寨之女，岱善中计身亡。一般认为此次许婚的布寨之女，即是那拉氏，即《清史稿》所称“此女生不祥，哈达、辉发、乌喇三部以此女构怨，相继覆亡。”但那拉氏在万历十九年时，年仅九岁（虚岁），低于同时代女真女性初婚年龄。而随着努尔哈赤所率领的建州女真崛起，与其它女真诸部冲突不断。万历二十一年（1593年），古勒山之战中，努尔哈赤部占胜海西女真诸部联军。其父布寨战死。
父亲布寨死后，哥哥布扬古继任为叶赫西城贝勒。布扬古与堂叔伯、东城贝勒金台石试图与努尔哈赤修好，遂于万历二十五年（1597年），布扬古将那拉氏许嫁于努尔哈赤，金台石将女儿许嫁于努尔哈赤次子台吉代善。代善在日后的另一位妻子即是那拉氏同父、布扬古同母的姐妹。此时，那拉氏年十四（虚岁），而努尔哈赤已年近四十。此后，叶赫部与努尔哈赤仍冲突不断，那拉氏再无可能出嫁努尔哈赤。那拉氏年届三十之时，乌拉部国主布占泰想娶她。在万历四十、四十一年，努尔哈赤两度攻打乌拉部。乌拉城之战后，乌拉灭国。据《满洲实录》所记，布占泰欲娶那拉氏即是努尔哈赤出兵的理由之一。乌拉灭国后，布占泰逃亡于叶赫部。布扬古想将那拉氏嫁给他，被布占泰婉拒。
努尔哈赤与金台石的女婿、蒙古喀尔喀贝勒介赛讨伐叶赫部。叶赫救助于明廷。明廷派兵干涉，努尔哈赤至抚顺，投书游击李永芳，申言：“侵叶赫，以叶赫背盟，女已字，悔不遣，又匿布占泰；故与明无怨，何遽欲相侵？”遂退兵。介赛想得到那拉氏。那拉氏誓死不愿。介赛领兵攻叶赫。喀尔喀贝勒巴哈达尔汉为其子莽古尔代请婚，布扬古同意将妹妹出嫁。明朝边吏告诉布扬古：姑留此女，毋使努尔哈赤及介赛望绝，冀相羁縻；而以兵分屯开原、抚顺及镇北堡为犄角，卫叶赫。
万历四十三年（1615年）夏五月，布扬古将那拉氏许嫁莽古尔代，“且执建州夷六人。开原谕止不听”。秋七月，成婚。努尔哈赤听闻后，大怒，说“此女生不祥，哈达、辉发、乌喇三部以此女构怨，相继覆亡。今明助叶赫，不与我而与蒙古，殆天欲亡叶赫，以激其怒也。我知此女流祸将尽，死不远矣。”更发兵三千屯于南关（原哈达部所在）。那拉氏成婚后未满一年即逝世，年三十四。
万历四十六年（天命三年，1618年）四月十三日，努尔哈赤以七大恨告天，起兵反明。恨五即是指明廷支持叶赫部将那拉氏转嫁蒙古喀尔喀部，致使建州蒙羞。

## 影视作品
| 拍摄时间 | 影視作品         | 飾演的演員 | 使用的名字、称谓 |
| 1995     | 《叶赫那拉公主》 | 于慧       | 东歌公主         |
| 2005     | 《太祖秘史》     | 陳德容     | 东哥             |
| 2017     | 《独步天下》     | 唐艺昕     | 东哥             |

## 备注
1. ↑  与北关老女类似，近代中文世界多有将某位清朝女性称“某某第一美人”的事例，多是当代文化传播的产物。如孝庄文皇后因影视剧渲染而称“满蒙第一美人”。傅恒妻因民国后的野史、传闻而称“满清第一美人”。
2. ↑  除那拉氏外，布寨至少还有一女，即布扬古同母妹、代善之妻[8]。
3. ↑  努尔哈赤时代，女真女性初婚年龄虽普通较低，但以因政治联姻而出嫁的努尔哈赤妻女为例，但已均超过十岁（虚岁）。如孟古哲哲、阿巴亥嫁予努尔哈赤时，分别是虚岁十四岁、十二岁。努尔哈赤长女东果格格出嫁时虚岁十一岁，三女莽古濟出嫁时虚岁十二岁。
4. ↑  七大恨最早文献版本——天聪四年（1630年）《金国汗攻卢龙誓师安民谕》中，恨四为明廷在建州与叶赫的部族争战中出兵帮助叶赫。恨五为明廷支持叶赫将那拉氏转嫁蒙古喀尔喀部，致使建州蒙羞。其它版本中，恨五通常并入恨四，同时，没有提及明廷有支持叶赫嫁女予蒙古的行为。